# 퓌러본부

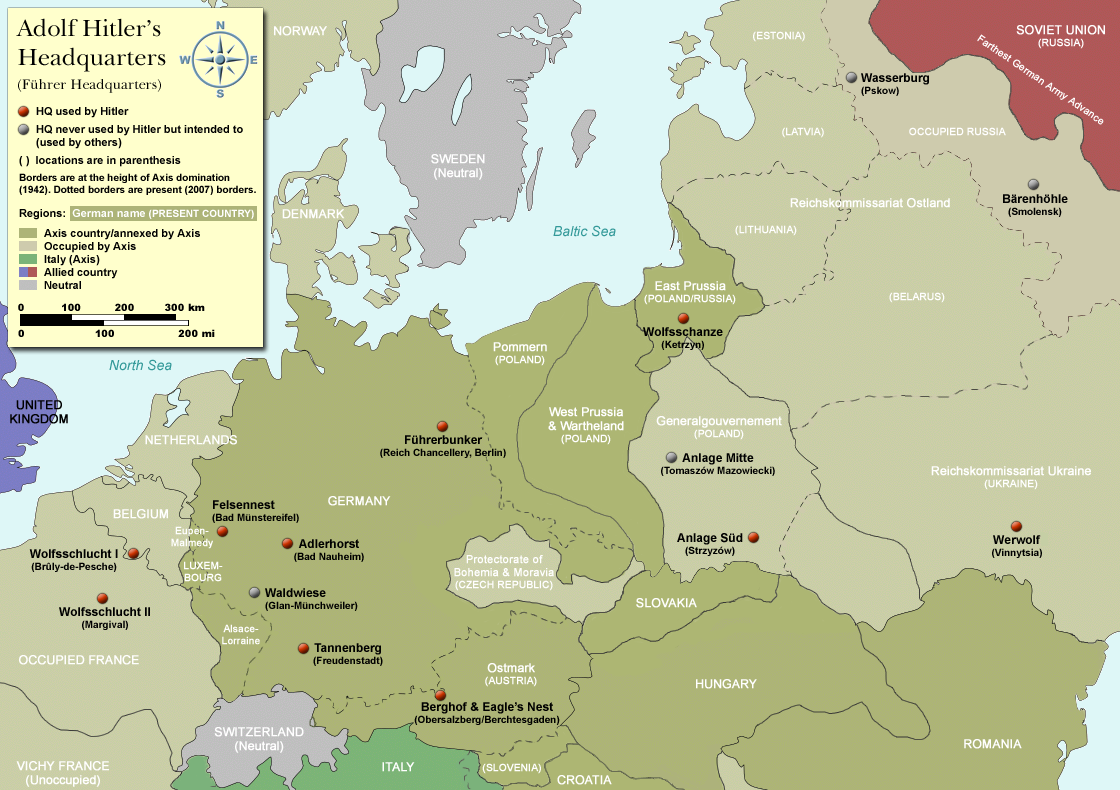
퓌러본부들의 위치

퓌러본부(總統本府, 독일어: Führerhauptquartiere; FHQ)는 제2차 세계 대전 당시 유럽 곳곳에 설치되어 아돌프 히틀러의 공식적인 지휘본부로 사용된 여러 장소들을 말한다. 가장 유명한 퓌러본부는 베를린의 퓌러엄폐호로, 이곳에서 히틀러가 1945년 4월 30일 자살했다. 그 외에 유명한 퓌러본부로는 7월 20일 음모의 무대가 된 동프로이센의 늑대소굴, 히틀러가 여러 국내외 관료들과 회동을 가진 베르히테스가덴 근교의 베르그호프 등이 있다.

## 같이 보기
- 나치 건축